# 忽里纳
忽里纳（Qulpa，？—1360年），金帐汗国第十三任可汗，札尼别的儿子。1359年，忽里纳将哥哥别儿迪别刺杀后继位。在位不到一年，忽里纳又被自己的弟弟纳兀鲁斯如法炮制，刺杀身亡。

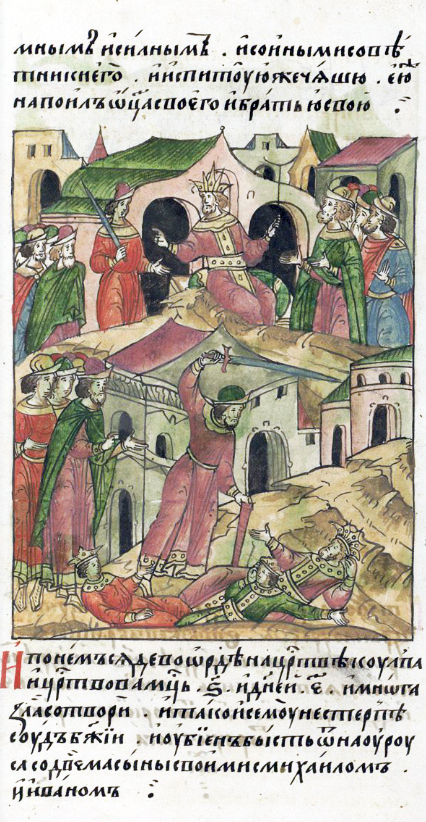

| 前任： 别儿迪别 | 金帐汗国君主 1359年—1360年 | 繼任： 纳兀鲁斯 |